# Assemblea nazionale (Tagikistan)
L'Assemblea nazionale del Tagikistan (in tagico Маҷлиси миллии?, in russo Национальный совет?) è la camera alta dell’Assemblea suprema. Essa è affiancata dalla Assemblea dei Rappresentanti, che svolge il ruolo di camera bassa.

## Composizione e poteri
L’Assemblea nazionale è composta da 33 senatori, aventi mandato quinquennale. 25 di loro rappresentano i Distretti del Tagikistan, mentre 8 sono nominati dal Presidente della Repubblica ed uno spetta al Presidente della Repubblica uscente; compongono il potere legislativo del paese, esercitato appunto dall’Assemblea (che è, tra le due, la camera debole), poiché essa ha, oltre al compito generico di legiferare, quello di semplice organo consultivo.